# Rhaphium tridactylum
Rhaphium tridactylum är en tvåvingeart som först beskrevs av Frey 1915.  Rhaphium tridactylum ingår i släktet Rhaphium och familjen styltflugor. Arten är reproducerande i Sverige. Inga underarter finns listade i Catalogue of Life.